# Muzsik Ferenc
Muzsik Ferenc (Esztergom, 1780–Esztergom, 1829) Esztergom harmadik polgármestere volt.

## Élete
A 19. század elején már városi kapitány volt. 1807-től Falk Bálintot helyettesítette, mint Esztergom országgyűlési követe. 1808-ban jelöltette magát az újonnan létrejövő polgármesteri tisztségre, de akkor Falk nyerte el a szavazatok többségét, Muzsik városi tanácsnok lett. 1812-től töltötte be a főbírói tisztséget. 1818-ban választották polgármesterré. Felsőbb utasításra, a „Tanács Házában” tette le hivatali esküjét, azelőtt elődei ezt a belvárosi plébániatemplomban tették meg. 
Öt évig volt hivatalban, amikor a királyi biztos a tisztújításon elmarasztalta a polgárok ugyeinek nem kellő mértékben való intézése, megvesztegetések, és az ügyfelekkel szemben tanúsított fennhéjazó magatartása miatt. A tisztújításon Falk János nyerte el a voksok többségét, Muzsik pedig tanácsnokként folytatta munkáját. 1829 tavaszán halt meg.